# Субсидіарність (Європейський Союз)
У Європейському Союзі принцип субсидіарности — це принцип, згідно з яким рішення залишаються за державами-членами, якщо втручання Європейського Союзу не потрібне. Європейський Союз повинен вживати спільних заходів лише тоді, коли індивідуальні повноваження держав-членів є недостатніми. Принцип субсидіарности, застосовуваний до Європейського Союзу, можна коротко описати так: «Європа, де це необхідно, національне, де це можливо». Субсидіарність врівноважується приматом права Європейського Союзу.
Принцип субсидіарности ґрунтується на фундаментальному принципі передачі повноважень, який гарантує, що Європейський Союз є союзом держав-членів, а повноваження добровільно передаються державами-членами. Принцип передачі також гарантує принцип пропорційности, встановлюючи, що Європейський Союз повинен вживати лише мінімально необхідних дій.
Принцип субсидіарности є одним із основних принципів європейського права і особливо важливий для європейської міжурядової школи думки.

## Визнання ЄС принципу субсидіарности
Термін «принцип субсидіарности» вперше використано в Договорі про Європейський Союз (1992 р.). Проте ініціатором концепції субсидіарности все ж був Європейський парламент. 14 лютого 1984 року Європейський Союз прийняв проєкт Договору про Європейський Союз, запропонувавши положення, яке визначає, що у випадках, коли Договір надає Союзу компетенцію, яка збігається з повноваженнями держав-членів, держави-члени можуть діяти до тих пір, поки Союз не прийме законодавство. Крім того, було наголошено, що Спільнота має діяти лише для виконання тих завдань, які можуть бути більш ефективними разом, ніж окремі держави, діючи окремо. Він також був включений у 1986 році в Єдиний європейський акт із його екологічною політикою. Однак це було без прямого посилання на це. Вперше він згадується в 1992 році в Договорі про заснування Європейської Спільноти зі змінами, внесеними Маастрихтським договором. Стаття 3b зазначає: «У сферах, які не належать до його виключної компетенції, Спільнота вживає заходів відповідно до принципу субсидіарности лише в тому випадку, якщо цілі запропонованих дій не можуть бути достатньо досягнуті державами-членами і, отже, через масштаб або наслідки запропонованих дій можуть бути краще досягнуті Спільнотою».
Договір про Європейський Союз, також написаний у 1992 році, говорить: «рішення приймаються якомога ближче до громадян відповідно до принципу субсидіарности».
У 1997 році Амстердамський договір включив Протокол про принципи субсидіарности та пропорційности, що встановлює умови застосування обох принципів. Встановлено, що Союз бажає, щоб «рішення приймалися якомога ближче до громадян Союзу» і щоб «загальний підхід до застосування принципу субсидіарности […] продовжував керувати діями інститутів Союзу, а також розвитком застосування принципу субсидіарности». У консолідованій редакції договору ЄС він іменується «Протокол (№ 2)».
У Лісабонському договорі 2007 року принцип субсидіарности став одним із фундаментальних принципів Європейського Союзу. У статті 3b зазначено: «Межі повноважень Союзу регулюються принципом передачі. Використання повноважень Союзу регулюється принципами субсидіарности та пропорційности». Оскільки Лісабонська угода набула чинности наприкінці 2009 року, національні парламенти відіграють певну роль у забезпеченні принципу субсидіарности. Згідно з так званою Системою раннього попередження, вони можуть подавати обґрунтовані думки, якщо вважають, що нова пропозиція Комісії порушує принцип субсидіарности (van Gruisen and Huysmans, 2020).

## Принцип субсидіарности в управлінні ЄС
Безпрецедентний розвиток субсидіарности в Європейському Союзі в 1990-х роках був спричинений посиленням політики ЄС у пост-маастрихтський період. У 1990-х роках Європейський Союз готувався до майбутнього розширення країн Центральної та Східної Європи (ЦСЄ), а також до створення єврозони, тому йому необхідно було посилити свою модель розподілу завдань. Ця модель, яка називається компетенціями ЄС, підпорядковується двом фундаментальним принципам субсидіарности та пропорційности.

### Компетенції ЄС
Є три компетенції в управлінні Європейського Союзу:
- виключна компетенція: тільки Європейський Союз може видавати закони та приймати обов'язкові акти. Тому принцип субсидіарности на цей набір не поширюється.
- спільна компетенція: Європейський Союз і держави-члени мають право видавати закони та ухвалювати обов’язкові акти. Якщо союз не виконує свою власну компетенцію або відмовляється від неї, держави-члени здійснюють свою власну компетенцію.
- допоміжна компетенція: Європейський Союз може видавати закони та ухвалювати обов’язкові акти лише для підтримки, координації чи доповнення дій держав-членів. Юридично обов'язкові акти повинні вимагати гармонізації держав-членів.

| Виключна компетенція |

| Спільна компетенція |

| Допоміжна компетенція |

| «Союз має виняткову компетенцію в законодавстві та укладанні міжнародних угод, коли це передбачено в законодавчих актах Союзу». |
| - митний союз - встановлення правил конкуренції, необхідних для функціонування внутрішнього ринку - монетарна політика щодо держав-членів, валютою яких є євро - збереження морських біологічних ресурсів відповідно до спільної рибальської політики - Спільна комерційна політика - укладення окремих міжнародних договорів |

| «Держави-члени здійснюють свою компетенцію тією мірою, якою Союз не скористався своєю компетенцією». |
| - внутрішній ринок - соціальна політика щодо аспектів, визначених у цьому Договорі - економічна, соціальна та територіальна згуртованість - сільське господарство та рибальство, за винятком збереження морських біологічних ресурсів - довкілля - захист прав споживачів - транспорт - транс'європейські мережі - енергія - простір свободи, безпеки та юстиції - загальні проблеми безпеки в питаннях охорони здоров'я для аспектів, визначених у цьому Договорі |

| «Союз має компетенцію за умови, що здійснення цієї компетенції не перешкоджатиме державам-членам здійснювати свою власну компетенцію». |
| - наукові дослідження, технологічний розвиток і космос - розвиток співробітництва, гуманітарна допомога                                |

| «Союз визначає умови, за якими держави-члени координують свою політику».                                                                  |
| - координація економічної політики, політики зайнятости та соціальної політики - спільна зовнішня політика та політика безпеки та оборони |

| «Союз має в своєму розпорядженні компетенцію здійснювати діяльність, спрямовану на підтримку, координацію або доповнення діяльності держав-членів, не підмінюючи при цьому їх компетенцію в цих сферах». |
| - захист і зміцнення здоров'я людей - промисловість - культура - туризм - освіта, молодь, спорт та професійне навчання - цивільний захист (попередження катастроф) - адміністративне співробітництво     |

Принцип субсидіарности гарантує, що у сфері невиключної компетенції Союз може діяти лише в тому випадку, якщо дія не може бути достатньою мірою досягнута на рівні держав-членів і може бути краще досягнута на рівні Союзу.

### Єврофедералістська проти міжурядової школи думок
З моменту свого заснування Європейські Спільноти, які потім стали Європейським Союзом, зіткнулося із зауваженнями та критикою двох основних шкіл думок: єврофедералістів, які захищають централізовану модель прийняття рішень, і міжурядових прихильників, які виступають за більш широкий розподіл повноважень.
З одного боку, федералістська школа виступає за більшу кількість наднаціональних рішень. Для них більшість рішень має прийматися на центральному рівні, Союзом, щоб підвищити ефективність прийняття рішень, отримати економію на масштабі та уникнути негативних ефектів, які випливають із місцевих рішень. Таким чином, теорія фіскального федералізму сприймає принцип субсидіарности як гарантію того, що рішення будуть прийматися на центральному рівні, коли будуть очевидні переваги від проведення політики Союзом.
З іншого боку, школа міжурядового розвитку захищає децентралізовану модель і більше рішень, що приймаються державами-членами, з процесом, в якому місцеві знання дозволяють приймати найбільш адаптовані рішення, а громадяни можуть висловити свою незгоду шляхом прямого контакту з політиками або залишаючи регіон (принцип голосу або виходу). Для міжурядової теорії принцип субсидіарности гарантує, що рішення будуть прийматися якомога ближче до громадян, а отже, на найнижчому рівні.
Принцип субсидіарности ЄС розглядається в літературі як достатньо необмежений, щоб задовольнити обидві школи думки та підхід до централізації.

## Принцип субсидіарности в екологічній політиці ЄС

### Екологічна політика ЄС
Паризький саміт у 1972 році оголосив про розробку Програми дій з охорони довкілля. Ця європейська ініціатива продемонструвала підтримку Європейської економічної спільноти у виробленні екологічної політики шляхом визначення середньо- та довгострокових цілей і дій. Історично модель розподілу завдань екологічної політики ЄС широко критикувалася, вказуючи на відсутність європейської координації, яка є перешкодою для прийняття рішень. Таким чином, Європейський Союз поступово збільшував свою владу протягом багатьох років, головним чином шляхом серії поправок до Римського договору та збільшення впливу своїх органів ЄС на окремі держави-члени.
Екологічна політика ЄС є спільною компетенцією між Союзом і державами-членами: держави-члени можуть здійснювати свою компетенцію, лише якщо Союз ще не використовував свою компетенцію.

### Звичайна законодавча процедура ЄС
На основі звичайної законодавчої процедури Рада ЄС (сформована з лідерів 27 держав-членів) може пропонувати пропозиції екологічного законодавства Європейській комісії, яка має виключне право пропонувати нову екологічну політику Європейському парламенту (прямо обраний орган) і Раді ЄС (складається з міністрів навколишнього середовища держав-членів). Отримавши пропозицію, Європейський парламент і Рада ЄС дотримуються процедури спільного прийняття рішень і розглядають пропозицію; вони можуть або відхилити, змінити або схвалити пропозицію. У разі схвалення Європейська комісія несе відповідальність за забезпечення виконання екологічного законодавства державами-членами.

### Європейське агентство з навколишнього середовища
Європейське агентство з довкілля (ЄАД) було створено в 1994 році і є європейським агентством, яке надає інформацію про навколишнє середовище. Його штаб-квартира розташована в Копенгагені, Данія. Його керівна рада складається з представників 32 держав (27 країн-членів Європейського Союзу разом з Ісландією, Ліхтенштейном, Норвегією, Швейцарією та Туреччиною), представника Європейської комісії та вчених, призначених Європейським парламентом.
ЄАД допомагає інституційним органам ЄС у розробці, впровадженні та оцінці екологічної політики ЄС, але не має компетенції щодо законодавства та прийняття обов'язкових актів у цій сфері.